# Numeración armenia

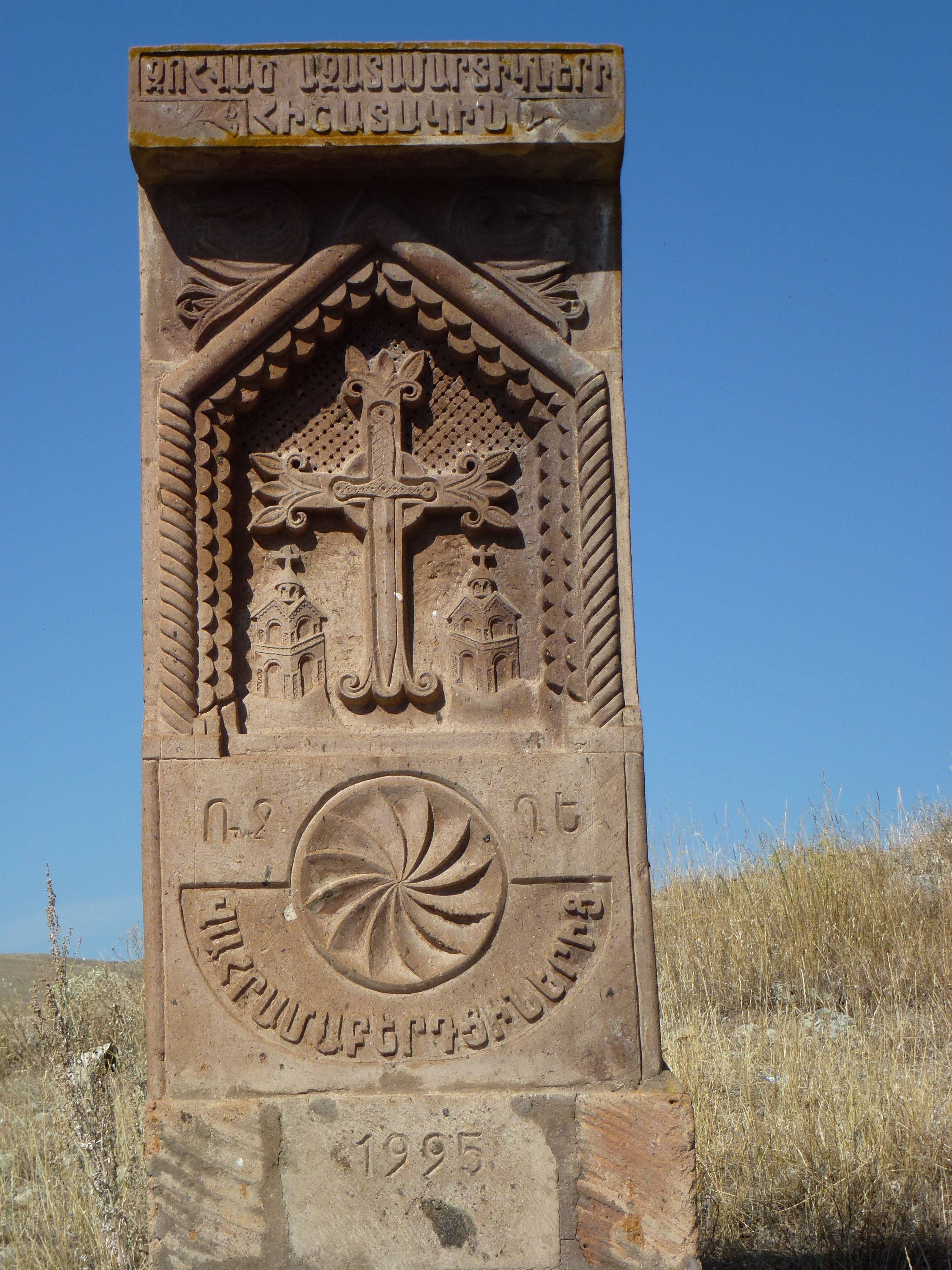
El año 1995 en números armenios y arábigos

La numeración armenio es un sistema de numeración histórico basado en la numeración griega creado usando las letras mayúsculas del alfabeto armenio.
El principio de representar los números asignando valores a las letras del alfabeto es el mismo que se usa para los números griegos antiguos y los números hebreos.
En la Armenia moderna, se utilizan las conocidas cifras arábigas y la numeración armenia se utiliza solo en casos como similares a como se usa la númeción romana en el español moderno, por ejemplo, Գարեգին Բ. significa Garegin II y Գ. գլուխ significa Capítulo III (como título).
| Ա    | Բ    | Գ    | Դ    | Ե    | Զ    | Է    | Ը    | Թ    |
| 1    | 2    | 3    | 4    | 5    | 6    | 7    | 8    | 9    |
| Ժ    | Ի    | Լ    | Խ    | Ծ    | Կ    | Հ    | Ձ    | Ղ    |
| 10   | 20   | 30   | 40   | 50   | 60   | 70   | 80   | 90   |
| Ճ    | Մ    | Յ    | Ն    | Շ    | Ո    | Չ    | Պ    | Ջ    |
| 100  | 200  | 300  | 400  | 500  | 600  | 700  | 800  | 900  |
| Ռ    | Ս    | Վ    | Տ    | Ր    | Ց    | Ւ    | Փ    | Ք    |
| 1000 | 2000 | 3000 | 4000 | 5000 | 6000 | 7000 | 8000 | 9000 |

Las dos últimas letras del alfabeto armenio, "o" (Օ) y "fe" (Ֆ), se agregaron al alfabeto armenio solo después de que los números arábigos ya estuvieran en uso, para facilitar la transliteración de otros idiomas. Por tanto, no tienen asignado ningún valor numérico.

## Algoritmo
Los números en el sistema de numeración armenio se obtienen mediante una simple suma. Las cifras armenias se escriben de izquierda a derecha (como en el idioma armenio). Aunque el orden de los numerales es irrelevante ya que solo se realiza una suma sin relevancia posicional, la convención es escribirlos en orden decreciente de valor.

## Ejemplos
- ՌՋՀԵ = 1975 = 1000 + 900 + 70 + 5
- ՍՄԻԲ =  2222 = 2000 + 200 + 20 + 2
- ՍԴ = 2004 = 2000 + 4
- ՃԻ = 120 = 100 + 20
- Ծ = 50

Para escribir números mayores a 9.999 habría que tener cifras con valores mayores a 9.000. Sin embargo no es necesario usar otras letras ya que para ello se traza una línea para indicar que su valor debe multiplicarse por 10.000. Esto es similar a los números romanos, donde una línea sobre un carácter significa que hay que multiplicar su valor por 1.000.
- Ա = 10000
- Ջ = 9000000
- ՌՃԽԳ ՌՄԾԵ = 11431255